# Ta gueule, je t'aime !
Pour plus de détails, voir Fiche technique et Distribution.
Ta gueule, je t'aime ! est un film français de Serge Korber sorti en 1980.

## Synopsis
À la suite d'un accident lors d'une promenade en voiture, Fanny et Marco se retrouvent dans la luxueuse maison de campagne d'Henry, le garagiste qui les a secourus mais qui est aussi un ancien copain de régiment de Marco. Tous les habitants de la maison, de la femme d'Henry au livreur de yaourt, en passant par le curé, sont obsédés par le sexe et chacun s'en donne à cœur joie.

## Distribution
- Henri Czarniak - Henry
- Michèle Perello - Simone
- Pierre Danny - Marco
- Anne Libert - Fanny
- Jean-Loup Philippe - Pip
- France Lomay - Herminia la bonne
- Brigitte Lahaie - Ingrid
- Cathy Stewart - Sylvie
- Carlo Dorelli - Le mécano
- Jean-Paul Regat - Charly, le curé
- Paul Bisciglia - Le metteur en scène

## Autour du film
- Brigitte Lahaie joue le rôle d'une suédoise uniquement vêtue du début à la fin du film d'une paire de chaussures à talons hauts.